# Спицкио (Пистоја)
Спицкио је насеље у Италији у округу Пистоја, региону Тоскана.
Према процени из 2011. у насељу је живело 113 становника. Насеље се налази на надморској висини од 130 м.